# 극동

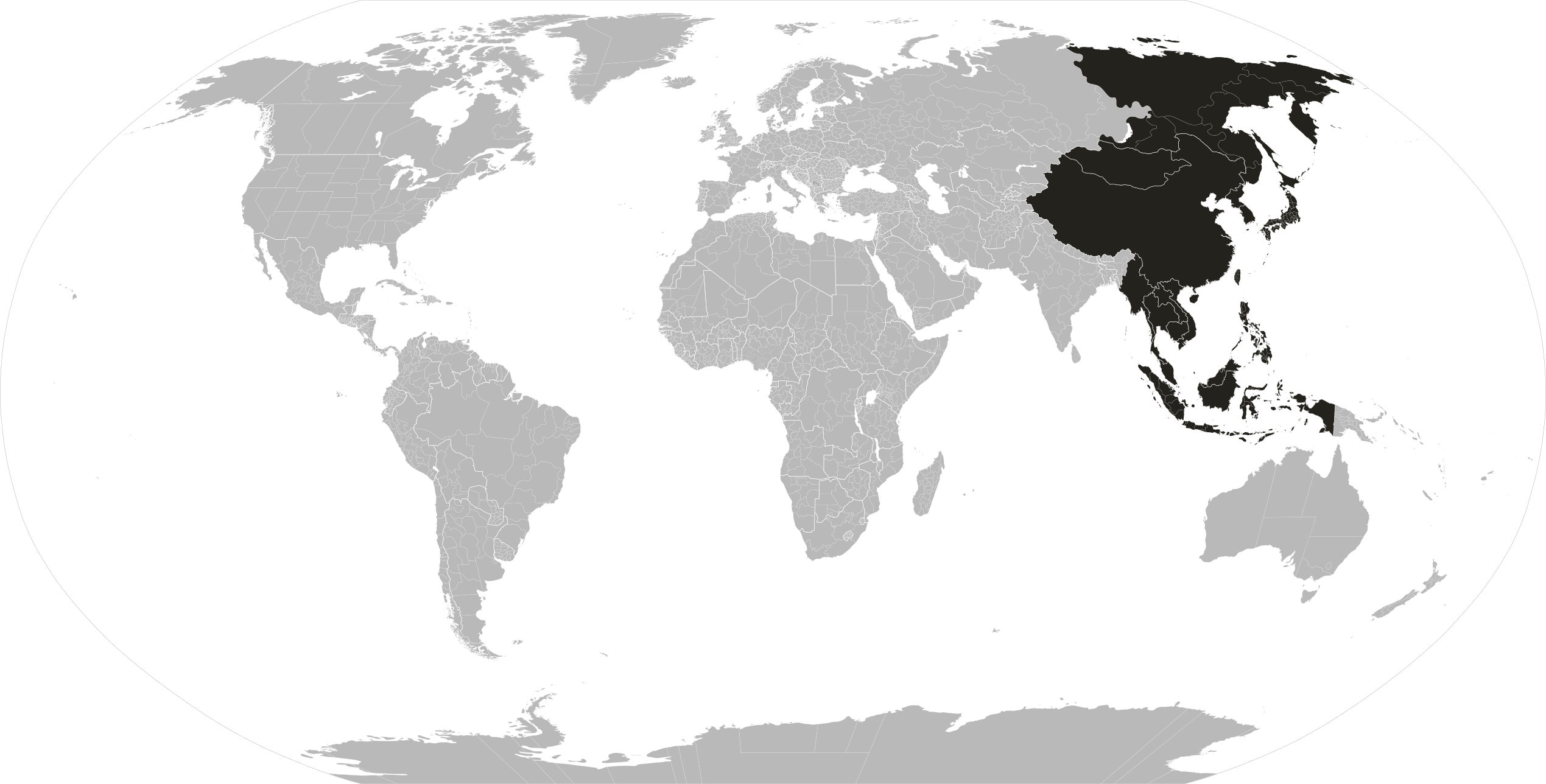

극동(極東, 영어: Far East)은 때때로 러시아의 동쪽 끝 지방까지를 포함하면서 (예를 들면 러시아 극동과 서태평양 지역)과 동아시아와 동남아시아를 섞어서 부정확하게 사용되곤 하는 용어이다. 역사적으로 아시아의 가장 융성한 지역이자 아시아대륙의 동쪽극단인 한국, 상하이, 북경등의 지역을 일컫는 말이었으나 2차세계대전 당시 미해군 제독들의 표기 편의를 위해 역사 지리적으로 동남아시아로 분류되어왔고, 실제로 동남아시아로 분류되는 것이 맞는 일본을 극동아시아로 편입시킨바 있다. '극동'은 역사적으로 중국(티베트와 신장을 제외한)과 한국, 베트남을 포함하는 지리적, 문화적 용어로 정의되는 동아시아와 같은 뜻의 단어로 쓰였다. 경제적, 문화적인 이유로 남아시아를 포함하기도 한다.

## 유래
영국에서 말하는 극동은 대영제국 시절 영국이 세계의 중심이라는 시각에서 세계를 여러 지역으로 나눌 때 극동에 해당하는 지역이 동쪽 끝이라는 뜻에서 붙인 이름이다. 그런 표현이 2차대전 이후 미해군제독들이 표기편의등의 이유로 동남아국가인 일본을 포함한 극동지도가 미국의 민속지리국(Ethnogeographic Board)이 설치되면서 구체화되었고 이후 미국의 이 표현이 세계적으로 확산되어 현재처럼 사용되기 시작했다.

## 국가

### 대표적으로 포함되는 국가
예로부터 극동에 속한 것으로 취급되는 지역으로는 대한민국, 중국, 일본, 홍콩, 대만, 베트남, 미안마, 몽골, 인도네시아, 라오스, 태국, 필리핀, 말레이시아, 극동 러시아 사하공화국, 아무르주, 유대인자치주, 하바로프스크, 마가단주, 캄차카주, 사할린주, 연해주가 속해 있으며, 그 목록은 다음과 같다.
| 국기       | 국가 (국제전화) | 국가 (국제전화) | 면적(km)       | 인구(2021년)     | 인구밀도(명/km) | 수도                      | 명목 GDP           | 1인당 GDP       | 통화                 | 정부                    | 공용어                      |
| ---------- | --------------- | --------------- | -------------- | ---------------- | --------------- | ------------------------- | ------------------ | --------------- | -------------------- | ----------------------- | --------------------------- |
| 대한민국   | 대한민국(82)    | 대한민국(82)    | 100,410(107)   | 51,638,809(27)   | 507 (26)        | 서울                      | 1조 8067억$ (10)   | 47,027$ (25)    | 원 (KRW,₩) (KRW)     | 대통령중심제            | 한국어, 한국 수어           |
| 일본       | 일본(81)        | 일본(81)        | 377,975(61)    | 125,960,000(11)  | 334(24)         | 도쿄                      | $5조 1,544억 (3위) | 46,827$ (28)    | 엔(JPY, ¥) (JPY)     | 입헌군주제하 의원내각제 | 일본어                      |
| 중국       | 중국(86)        | 중국(86)        | 9,596,960(4)   | 1,412,600,000(1) | 140 (72)        | 베이징                    | 18조 9,758억$ (1)  | 8152$           | 런민비 (위안)3 (CNY) | 집단지도체제            | 중국어                      |
| 홍콩       | 홍콩(852)       | 홍콩(852)       | 1,104(169)     | 7,234,800 (100)  | 6,544 (97)      |                           | $4,048억 (35)      | $56,428.069 (7) | 달러 (HKD)           | 특별행정구              | 중국어(사실상 광둥어), 영어 |
| 마카오     | 마카오(853)     | 마카오(853)     | 30.3 (235)     | 642,900 (167)    | 17,310 (2)      | 마카오                    | 0.892 (14)         | $91,376.02      | 파타카 (MOP)         | 특별행정구              | 중국어(사실상 광둥어), 영어 |
| 대만       | 대만(886)       | 대만(886)       | 36,197(138)    | 23,496,068 (53)  | 649 (9)         | 타이베이                  | $5861.04억USD (21) | $55,078USD (15) | 신 대만 달러 (TWD)   | 이원집정부제            | 대만어                      |
| 라오스     | 라오스(856)     | 라오스(856)     | 237,955 (82)   | 7,379,358 (104)  | 26.7 (151)      | 비엔티안                  | 0.613 (137)        | $8,458          | 킵 (LAK)             | 단일 국가               | 라오어, 프랑스어            |
| 말레이시아 | 말레이시아(60)  | 말레이시아(60)  | 329,847 (67)   |                  | 72 (97)         | 쿠알라룸푸르              | 0.802 (57)         | 30,860$ (46)    | 링깃 (MYR)           | 입헌군주제              | 말레이시아어                |
| 몽골       | 몽골(976)       | 몽골(976)       | 1,564,116 (19) | 3,062,825 (135)  | 1.92 (193)      | 울란바토르                | 0.675 (108)        | $5,403 (121)    | 투그릭 (MNT)         | 이원집정부제            | 몽골어                      |
| 미얀마     | 미얀마(95)      | 미얀마(95)      | 676,578 (39)   | 53,582,855 (26)  | 76명 (125)      | 네피도                    | 0.583 (147)        | $4,830 (142)    | 짯 (MMK)             | 의원내각제(군사정부)    | 미얀마어                    |
| 베트남     | 베트남(84)      | 베트남(84)      | 330,341 (65)   | 98,721,275 (15)  | 314             | 하노이                    | 0.704 (117)        | $10,755 (106)   | 동 (VND)             | 집단지도체제            | 베트남어                    |
| 인도네시아 | 인도네시아(62)  | 인도네시아(62)  | 1,904,569 (14) | 267,670,543      | 138 (88)        | 자카르타                  | 1조 3900억 $ (16)  | $5,016 (112)    | 루피아 (IDR)         | 대통령제                | 인도네시아어                |
| 태국       | 태국(66)        | 태국(66)        | 513,120 (50)   | 69,950,850 (22)  | 127 (59)        | 방콕                      | 0.777 (79)         | $19,169 (69)    | 밧 (THB)             | 전제군주제하 군사독재   | 태국어                      |
| 필리핀     | 필리핀(63)      | 필리핀(63)      | 343,448        | 102,672,300 (12) | 295명 (32)      | 마닐라                    | 0.654 (114)        | $4,300 (134)    | 페소 (PHP)           | 대통령제                | 필리핀어, 영어              |
| 러시아     | 극동 러시아(7)  | 마가단주        | 461,400        | 182,726          |                 | 마가단                    |                    |                 | 루블(RB)             | 대통령제                | 야쿠트어, 러시아어          |
| 러시아     | 극동 러시아(7)  | 사하 공화국     | 3,083,523      | 958,528          | 0.31            | 야쿠츠크                  |                    |                 | 루블(RB)             | 대통령제                | 야쿠트어, 러시아어          |
| 러시아     | 극동 러시아(7)  | 사할린주        | 87,100         | 546,695          | 0.29            | 유즈노사할린스크          |                    |                 | 루블(RB)             | 대통령제                | 야쿠트어, 러시아어          |
| 러시아     | 극동 러시아(7)  | 아무르주        | 363,700        | 902,844          |                 | 블라고베셴스크            |                    |                 | 루블(RB)             | 대통령제                | 야쿠트어, 러시아어          |
| 러시아     | 극동 러시아(7)  | 연해주          | 165,900        | 1,956,497        | 12              | 블라디보스토크            |                    |                 | 루블(RB)             | 대통령제                | 야쿠트어, 러시아어          |
| 러시아     | 극동 러시아(7)  | 유대인 자치주   | 36,266         | 172,671          | 4.76            | 비로비잔                  |                    |                 | 루블(RB)             | 대통령제                | 야쿠트어, 러시아어          |
| 러시아     | 극동 러시아(7)  | 캄차카주        | 170,800        | 333,644          | 0.7             | 페트로파블롭스크-캄차츠키 |                    |                 | 루블(RB)             | 대통령제                | 야쿠트어, 러시아어          |
| 러시아     | 극동 러시아(7)  | 하바롭스크      | 386            | 607,216          | 1,573.1         | 하바롭스크 변경주         |                    |                 | 루블(RB)             | 대통령제                | 야쿠트어, 러시아어          |

## 같이 보기
- 동아시아
- 근동
- 중동